# Kibouteki Refrain
Kibouteki Refrain é o 38º single (40º no total) da girlband japonesa AKB48, com lançamento em 26 de novembro de 2014. Ficou em 5º lugar no Request Hour Setlist 1035. É o 6º e último single do álbum Koko ga Rhodes da, Koko de Tobe!, lançado em Janeiro de 2015.

## Sobre o Single
Mayu Watanabe e Sakura Miyawaki formam o "Double Center" desta música, sendo essa a 3ª seguida para Watanabe como center. Este single tem 32 integrantes selecionadas. Ryoka Oshima, Saya Kawamoto, Miru Shiroma, Ikumi Nakano, Mion Mukaichi, Tomu Muto e Madoka Moriyasu foram escolhidas pela primeira vez.
As integrantes graduadas do AKB48 Tomomi Itano, Yuko Oshima, Mariko Shinoda e Atsuko Maeda participaram da MV como convidadas.

## Desempenho nas Paradas
De acordo com a Oricon, foram vendidos 1.130.312 cópias na primeira semana. Estreou na 1ª posição do Ranking Diário da Oricon. Na Billboard Japan Hot 100, também ficou em primeiro.

## Tracklist
TYPE A (Regular/Limited)
1. Kibouteki Refrain
2. Ima, Happy (Baragumi)
3. Juujun na Slave (Team A)
4. Kibouteki Refrain - Instrumental
5. Ima, Happy (Baragumi) - Instrumental
6. Juujun na Slave (Team A) - Instrumental

TYPE B (Regular/Limited)
1. Kibouteki Refrain
2. Ambulance (Yurigumi)
3. Hajimete no Drive (Team K)
4. Kibouteki Refrain - Instrumental
5. Ambulance (Yurigumi) - Instrumental
6. Hajimete no Drive (Team K) - Instrumental

TYPE C (Regular/Limited)
1. Kibouteki Refrain
2. Utaitai (Katareagumi)
3. Loneliness Club (Team B)
4. Kibouteki Refrain - Instrumental
5. Utaitai (Katareagumi) - Instrumental
6. Loneliness Club (Team B) - Instrumental

TYPE D (Regular/Limited)
1. Kibouteki Refrain
2. Seifuku no Hane (Team 8)
3. Me wo Akete Mama no First Kiss (Team 4)
4. Kaze no Rasen (Kojizaka46)
5. Kibouteki Refrain - Instrumental
6. Seifuku no Hane (Team 8) - Instrumental
7. Me wo Akete Mama no First Kiss (Team 4) - Instrumental
8. Kaze no Rasen (Kojizaka46) - Instrumental

THEATER
1. Kibouteki Refrain
2. Ima, Happy (Baragumi)
3. Reborn (Team Surprise)
4. Kibouteki Refrain - Instrumental
5. Ima, Happy (Baragumi) - Instrumental
6. Reborn (Team Surprise) - Instrumental